# Cañonero clase Álvaro de Bazán
Los  Clase Álvaro de Bazán fueron una serie de tres cañoneros construidos para la Armada Española por la industria privada ferrolana, entregados a comienzos del siglo XX . En aquellos momentos fueron clasificados como cruceros de 3ª clase, a pesar de su limitado desplazamiento y armamento.

## Historial
Autorizados antes de la guerra hispano-norteamericana (mayo de 1894), fueron diseñados por el ingeniero D. Andrés Comerma. Los trabajos se fueron retrasando debido a la quiebra de los astilleros y su incautación por el estado en 1898.
En 1900, por Decreto del 18 de mayo del Ministerio de Marina, se describió técnicamente la situación de los buques de la Armada en ese momento y se dieron de baja 25 unidades por considerarse ineficaces. Respecto a los tres buques de la clase Álvaro de Bazán señala:

El Álvaro de Bazán, María de Molina y Marqués de la Victoria carecen también de valor militar; pero si se extreman sus condiciones para obtener grandes velocidades, podrían utilizarse para avisos y para comisiones en tiempo de paz, en términos análogos a los anteriores o para ayudar al Ejército en conflictos de orden público interior, o para expugnar puntos no fortificados o buques muy inferiores.

Los tres buques de esta clase fueron finalizados como simples cañoneros en el Arsenal del Ferrol y entraron en servicio entre 1902 y 1904. En estos tres buques se pensaba instalar dos piezas González Hontoria de 12 cm como armamento principal, pero su entrega tras finalizar el conflicto hizo que finalmente no se montaran las mismas.
La mayor parte de sus vidas la dedicaron a recorrer las costas africanas, combatiendo el contrabando, hundiendo faluchos que transportaban armas y bombardeando la costa rifeña.
Tras varias reformas y con el paso de los años los tres cañoneros se fueron diferenciando entre sí en el aspecto. Por ejemplo, en el Marqués de la Victoria se realizaron reformas en 1917 y 1918, disponiendo a partir de entonces de una sola chimenea.
El final de estos buque se aceleró por la entrada en servicio de los cañoneros clase Recalde, los cuales les relevaron en sus misiones, pasando los cañoneros de esta clase a realizar misiones secundarias, hasta que fueron dados de baja tras la entrada en servicio de los tres cañoneros de la clase Cánovas del Castillo.

## Buques de la clase
| Nombre                 | Puesta de quilla         | Botado               | Alta                | Baja               |
| ---------------------- | ------------------------ | -------------------- | ------------------- | ------------------ |
| María de Molina        | 29 de septiembre de 1894 | 8 de octubre de 1896 | 6 de agosto de 1902 | 10 de mayo de 1926 |
| Marqués de la Victoria | 1894                     | 4 de febrero de 1896 | 1 de julio de 1904  | mayo de 1926       |
| Álvaro de Bazán        | mayo 1894                | 14 de agosto de 1897 | 23 de julio de 1904 | mayo de 1926       |